# 八幡前駅 (北海道)
八幡前駅（はちまんまええき）は、北海道白糠郡（現・釧路市）音別町字尺別に存在した、雄別炭礦尺別鉄道線の駅である。同線の廃止とともに廃駅となった。

## 概要
軽便運炭軌道時代には当駅よりも新尺別駅に近い位置に、唯一の交換駅として中間駅（ちゅうかんえき）という名前の駅が設けられていた。軽便運炭軌道から専用鉄道に変わり、交換駅ではないが、付近の原野八幡宮に尺別唯一の桜林があることと、原野小学校の通学のために中間駅の代替として設置された。
ちなみに当駅から新尺別駅までは軽便運炭軌道線と専用鉄道線では敷設ルートが異なり、前者は尺別川左岸、後者は右岸を北上した。この軽便運炭軌道跡は廃止後からすぐ道路に利用されて、現在の北海道道361号尺別尺別停車場線として残されている。
尺別原野の中にぽつんと置かれた当駅は、通称では原野駅と呼ばれることが多かった。また専用鉄道に移行して位置も大きく離れた場所となっているにもかかわらず、あいかわらず中間駅と呼ぶ人もいた。

## 歴史
- 1920年（大正9年）1月22日：北日本鉱業尺別炭礦の軽便運炭軌道運用開始に伴い、その交換駅として起点約6 km地点に中間駅開業。
- 1928年（昭和3年）12月17日：雄別炭礦鉄道の経営となる。
- 1942年（昭和17年）11月3日：尺別専用鉄道の駅として八幡前停留所開業。軽便運炭軌道廃止に伴い中間駅廃止。
- 1962年（昭和37年）1月1日：地方鉄道の尺別鉄道の駅となる。
- 1970年（昭和45年）4月16日：鉄道廃止により廃駅。

## 駅構造
板張りの単式ホーム1面を東側（新尺別に向かって右側）に有していた。なお、軽便運炭軌道時代の中間駅は島式ホーム1面2線を有した駅であり、給水設備を併設していた。

## 隣の駅
雄別炭礦
尺別鉄道線
社尺別駅 - 八幡前駅 - 新尺別駅